# (33471) Ozuna
1999 FV38 (asteroide 33471) é um asteroide da cintura principal. Possui uma excentricidade de 0.14336130 e uma inclinação de 3.78065º.
Este asteroide foi descoberto no dia 20 de março de 1999 por LINEAR em Socorro.